# Туша Дзуйё-мару
Туша Дзуйё-мару — полуразложившаяся туша неопознанного морского существа, как утверждалось некоторыми первоначально — доисторического плезиозавра, которая была выловлена японским рыболовным траулером «Дзуйё-мару» (яп. 瑞洋丸) у берегов Новой Зеландии в 1977 году. Хотя некоторые учёные настаивали на том, что это была «не рыба, не кит и не какое-либо другое млекопитающее», более поздний анализ указал, что, скорее всего, данная туша представляла собой труп гигантской акулы, что было доказано путём сравнения числа множеств аминокислот в мышечной ткани .
Разложившаяся туша гигантской акулы могла потерять большую часть нижней части головы и спинного и хвостового плавников, что сделало её похожей на плезиозавра.

## Открытие
25 апреля 1977 года японский траулер «Дзуйё-мару» выловил тралом странное, неизвестное существо в 50 километрах к востоку от новозеландского города Крайстчерч. Экипаж был убеждён, что это неизвестное животное, но, несмотря на потенциальное биологическое значение любопытного открытия, капитан Акира Танака приказал сбросить труп обратно в море, чтобы не рисковать испортить пойманную рыбу. Однако прежде этого были сделаны несколько фотографий и эскизов существа, прозванного экипажем «Новая Несси». Были проведены измерения туши, некоторые образцы скелета, кожи и рёбер были собраны для дальнейшего анализа специалистами в Японии. Это открытие привело к целой волне «плезиозавромании» в Японии, и судоходная компания приказала всем своим рыболовецким судам попытаться отыскать выброшенный труп ещё раз, но безуспешно.

## Описание
Зловонный, разлагающийся труп, как сообщается, весил 1800 килограммов, его длина составляла около 10 метров. По словам экипажа, существо имело шею полтора метра длиной, четыре больших красных плавника и хвост около двух метров длиной. Оно не имело спинного плавника. Никаких внутренних органов у туши не осталось, но оставалось некоторое количество мяса и жира.

## Попытка реалистичного объяснения
Японский учёный из Токийского университета Фудзиро Ясуда был одним из немногих, кто утверждал, что представленные фотографии на самом деле запечатлели тушу считавшегося вымершим плезиозавра. Команда японских учёных, в которую входили Тадаёси Сасаки и Сигэру Кимура из Токийского университета морской науки и техники, Икуо Обата из Национального музея природы и науки и Тосио Икуя из научно-исследовательского института океана и атмосферы в Токийском университете в августе 1978 года подготовили совместный отчёт по результатам проведённых ими химических анализов сохранившихся частей туши, в котором утверждали, что, хотя принадлежность туши не может быть определена совершенно точно, она, скорее всего, является остовом гигантской акулы.
28 июля 1977 года о туше с «Дзуйё-мару» появилась статья в международном научном журнале New Scientist. Учёный из Музея естественной истории в Лондоне был того же мнения: данные останки не были останками плезиозавра. Разложившаяся туша гигантской акулы, чьи позвоночник и мозг относительно высоко кальцинированы для хрящевых рыб, могла разложиться таким образом, что приобрела форму, подобную плезиозавру, поскольку первые части тела, которые отпадают во время разложения, это нижняя челюсть, жаберные области, а также спинной и хвостовой плавники. Следует также отметить, что ранее существовало мнение о том, что гигантская акула не водится у побережья Новой Зеландии, однако проведённые научные исследования доказывают обратное.